# Liste der Bischöfe von Adria-Rovigo
Die folgenden Personen waren Bischöfe von Adria bzw. (seit 1986) von Adria-Rovigo (Italien):
- Gallionistus (erwähnt 649)
- Bonus (7. oder 8. Jahrhundert)
- Ioannes I. (7. oder 8. Jahrhundert)
- Leo oder Leopertus (erwähnt 861)
- Theodinus (erwähnt 877)
- Paulus (erwähnt 920)
- Ioannes II. (938–948)
- Gemerius (erwähnt 952)
- Astulfus (967–992)
- Albericus (erwähnt 1001)
- Petrus I. (1003–1017)
- Benedictus (1050–1055)
- Tutone (erwähnt 1067)
- Ubertus (erwähnt 1071)
- Petrus II. (1073–1091)
- Iacobus (1091–1104)
- Isaccius I. (1104–1115)
- Petrus Micheli (1116 – ?)
- Gregorius I. (1125–1138)
- Florius (1138 – ?)
- Gregorius II. (1140–1154)
- Vitalis (1160–1162)
- Gabriel (1168–1179)
- Ioannes III. (erwähnt 1184)
- Isaccius II. (1186–1198)
- Petrus IV. (1203–1207)
- Rolando Zabarelli (1210–1233)
- Guglielmo d’Este (1240–1257)
- Florius II. (1258–1267)
- Giacomo II. (1270–1274)
- Pellegrino I. (1277–1280)
- Ottolino OSBCam (1280–1284)
- Bonifacio I. (1285–1286)
- Bonazonta OP (1288–1306)
- Giovanni IV. OFM (1308–1317)
- Egidio (1317 – ?)
- Salione Buzzacarino (1318–1327)
- Esuperanzio Lambertazzi (1327–1329, dann Bischof von Cervia)
- Benvenuto OP (1329–1348)
- Aldobrandino d’Este (1348–1353, dann Bischof von Modena)
- Giovanni da Siena OFMConv (1353 – ?)
- Antonio Contarini (1384–1386)
- Ugo Roberti (1386–1392, dann Bischof von Padua)
  - Rolandino (erwähnt 1390) (eventuell Gegenbischof)
- Giovanni Enselmini (1392–1404)
- Giacomo Bertucci degli Obizzi (1404–1440)
  - Mainardino Contrari (1409–1410) (Gegenbischof)
- Giovanni degli Obizzi (1442–1444)
- Bartolomeo Roverella (1444–1445, dann Erzbischof von Ravenna)
- Giacomo degli Oratori (1445–1446)
- Biagio Novelli (1447–1465)
- Tito Novelli (1465–1487)
- Nicolò Maria d’Este (1487–1507)
- Beltrame Costabili (1507–1519)
  - Francesco Pisani (1519) (Apostolischer Administrator)
- Ercole Rangoni (1519–1520, dann Bischof von Modena)
  - Ercole Rangoni (1520–1524) (Apostolischer Administrator)
- Giambattista Bragadin (1524–1528)
  - Giovanni Domenico De Cupis (1528–1553) (Apostolischer Administrator)
  - Sebastiano Antonio Pighini (1553–1554) (Apostolischer Administrator)
- Giulio Canani (1554–1591, dann Bischof von Modena)
- Lorenzo Laureti OCarm (1591–1598)
- Girolamo di Porcia (1598–1612)
- Ludovico Sarego (1612–1622)
- Ubertino Papafava (1623–1631)
- Germanico Mantica (1633–1639)
- Giovanni Paolo Savio (1639–1650)
- Giovanni Battista Brescia (1651–1655, dann Bischof von Vicenza)
- Bonifacio Agliardi CR (1656–1666)
- Tommaso Retano CRL (1667–1677)
- Carlo Labia CR (1677–1701)
- Filippo della Torre (1702–1717)
- Antonio Vaira (1717–1732)
- Giovanni Soffietti CRM (1733–1747)
- Pietro Maria Trevisan Suarez (1747–1750)
- Pellegrino Ferri (1750–1757)
- Giovanni Francesco Mora CO (1758–1766)
- Arnaldo Speroni degli Alvarotti OSB (1766–1800)
- Federico Maria Molin (1807–1819)
- Carlo Pio Ravasi OSB (1821–1833)
- Antonio Maria Calcagno (1834–1841)
- Bernardo Antonino Squarcina OP (1842–1851)
- Giacomo Bignotti (1852–1857)
- Camillo Benzon (1858–1866)
- Pietro Colli (1867–1868)
- Emmanuele Kaubeck (1871–1877)
- Giovanni Maria Berengo (1877–1879, dann Bischof von Mantua)
- Giuseppe Apollonio (1879–1882, dann Bischof von Treviso)
- Antonio Polin (1882–1908)
- Tommaso Pio Boggiani OP (1908–1912, dann Apostolischer Delegat in Mexiko)
- Anselmo Rizzi (1913–1934)
- Guido Maria Mazzocco (1936–1968)
- Giovanni Mocellini (1969–1977)
- Giovanni Maria Sartori (1977–1987, dann Erzbischof von Trient)
- Martino Gomiero (1988–2000)
- Andrea Bruno Mazzocato (2000–2003, dann Bischof von Treviso)
- Lucio Soravito De Franceschi (2004–2015)
- Pierantonio Pavanello (seit 2015)